# Йоганн Гінтереггер
Йоганн Гінтереггер (нім. Johann Hinteregger; 9 жовтня 1888, Відень — 25 травня 1968, Ґрац) — австро-угорський, австрійський і німецький військовий медик, доктор медицини, генерал-майор медичної служби вермахту (1 вересня 1942).

## Біографія
1 квітня 1910 року вступив в австро-угорську армію. Учасник Першої світової війни, після завершення якої продовжив службу в австрійській армії. З 1 серпня 1934 року працював в Терезіанській військовій академії. Після аншлюсу 15 березня 1938 року автоматично перейшов у вермахт. З 25 березня 1938 року — начальник медичної служби 3-ї гірської дивізії, одночасно з 3 січня по 26 серпня 1939 року — командир 43-го гірського санітарного дивізіону. 1 грудня 1939 року переведений в штаб 33-го вищого командування особливого призначення. Після перетворення командування на 33-й армійський корпус 25 січня 1943 року очолив його медичну службу. 22 серпня 1943 року відправлений в резерв ОКГ, а 31 грудня звільнений у відставку.

## Нагороди
- Срібна і бронзова медаль «За військові заслуги» (Австро-Угорщина) з мечами
- Золотий хрест «За цивільні заслуги» (Австро-Угорщина) з короною
- Військовий Хрест Карла
- Пам'ятна військова медаль (Австрія) з мечами
- Срібний почесний знак «За заслуги перед Австрійською Республікою»
- Почесний хрест ветерана війни з мечами
- Медаль «За вислугу років у Вермахті» 4-го, 3-го, 2-го і 1-го класу (25 років)